# Örmény (Esztergom)
Örmény (latinul: Villa Armenorum) a középkori Esztergom egyik külvárosa, és az esztergomi főkáptalan faluja volt. Régészeti terület.

## Története
A település Szent Tamás hegy délkeleti lábánál feküdt, a Szent  Ágoston remeték Szent Anna templomának közelében. Kis területű volt, szántóföldek sem tartoztak hozzá, a közeli hegyoldalon szőlőművelést végeztek. A központja a mai Szent István-kápolna környékén volt.
Nevét az ott lakó örmény mesteremberekről (kovácsmesterek, ötvösök) és kereskedőkről kapta, akik az egész országban vámmentességet élveztek. A tatárjáráskor a többi külvárossal együtt elpusztult. 1243-ban  IV. Béla megújította a kiváltságait, de a település később beleolvadt Szentanna városrészbe.
Plébániáját, Keresztelő Szent János templomát 1281-ben említik először a leírások. 1315-ben akkori lakosai, a káptalan jobbágyai házhelyeket és szőllősöket kaptak a letelepedéshez, de idővel elhagyták a falut, ami elnéptelenedett. A káptalan különböző kiváltságok adományozásával újra lakókat csábított a faluba, akik többek között engedélyt kaptak két mészárszék megnyitására. Kiváltságaik közé tartozott, hogy ha peres ügyeik voltak vendégnépekkel, városi polgárokkal, nemes emberek jobbágyaival a községbéliek tanúskodása elégséges volt, nem kellett idegen tanúkat keresniük. A bírói tisztet a prépost és a káptalan, illetve ha vérontás fölött kellett ítélkezni az uradalmi tiszt viselte a káptalan nevében.